# الريمة
قرية الريمة قرية تابعة لمنطقة قطنا في محافظة ريف دمشق. تقع في منطقة جبل الشيخ.
أهم معالمها نهر الأعوج الذي ينبع منها.

## موقعها ومعالمها
يزرع فيها التفاح والكرز والفواكه بشكل عام، وتتميز بكثرة الينابيع.
قريه الريمة قرية جميلة جداً وتتمتع بموقع سياحي مميز، إذ تتمركز على تل مرتفع يتصل من الغرب بسفوح جبل الشيخ ومن الشرق والشمال والجنوب تحيط بها الوديان التي تحتوي بدورها العديد من المجاري المائية أهمها نهر الأعوج. وهذه الأنهار والسواقي تروي الأراضي الزراعية المحيطة بها؛ حيث يعتمد سكان قرية الريمة على الزراعة في معيشتهم. وزراعتهم تشمل كل الأشجار المثمرة التي تحتاج مناخًا جبليًا باردًا مثل التفاحيات واللوزيات والكروم والزيتون والتوت والتين والرمان. بالإضافة إلى بعض المحاصيل الحقلية كالقمح والذرة والخضراوات.
يعمل سكان القرية أيضاً بالتجارة والأعمال الصناعية البسيطة، وتحتوي القرية على بعض المواقع السياحية.
يبلغ عدد سكان القرية نحو 1400 نسمة.
تتصل أراضي القرية مع اراضي القرى المجاورة وهي قرية عرنة وقرية بقعسم وقرية دربل وقرية خربة السودا. وفي أراضيها أيضاً تقع أعلى قمة في جبل الشيخ وهي أعلى قمة في سوريا وعليها زرع علم سوريا بعد أن تم تحريرها في حرب تشرين.